# Kostel svatého Jakuba apoštola (Václavice)
Římskokatolický kostel svatého Jakuba apoštola ve Václavicích (dnes část Hrádku na Nisou) v okrese Liberec stával na hezkém místě nad silnicí, viditelný již na dálku, a tvořil tak přirozenou dominantu obce. Po II. světové válce nebyl moc využíván ani opravován, až zchátral natolik, že byl roku 1976 rozbořen.

## Historie
Václavický kostel svatého Jakuba apoštola je znám již roku 1326. Ve 14. století platili zdejší obyvatelé papežský desátek ve výši 6 grošů. Starý václavický kostel byl v nejstarších dobách s největší pravděpodobností dřevěný, z hrubých osekaných trámů, léty rozpraskaných a vyschlých, vypadal asi jako větší stodola. Později byl zvětšován a zvelebován. Byl nejdůležitější stavbou ve vsi, jelikož se tu prováděly křty, svatby, pohřby a bohoslužby.
Za třicetileté války byla obec hodně poničená a kostel prý byl zcela zničen. Později byla na místě zničeného kostela postavena nouzová stavba.
Až roku 1787 začala stavba nového kostela. Ten však po druhé světové válce zchátral a byl zbořen, takže se dochoval již pouze na fotografiích a obrazech. Na místě kde václavický kostel stával jsou odkryté základy kostela , Vše z kostela bylo odvezeno, zničeno nebo ukradeno. 

## Popis
Kostel měl břidlicovou střechu, fasáda kostela byla zdobena římsami a pruhy v omítce, okna byla barevná, složená z tisíců sklíček v olovu. Věž byla mohutná, zakončená lucernou se zvonem a korouhvičkou pocházející ze starého kostela.
Vnitřek kostela byl bohatě vyzdoben. Nejstarší součástí vybavení kostela byla kamenná křtitelnice ve tvaru vejce, pocházející z 15. století.Křtitelnice z kostela která sloužila jako květináč je nyní umístěna v městském muzeu v Hrádku nad Nisou. Zvláště působivý byl hlavní oltář z počátku 18. století, vyhotovený znamenitým mnichovohradišťským řezbářem Janem Hájkem. Kazatelna z osmdesátých let 18. století byla též mistrným dílem řezbáře Hájka. Zdobil ji obraz Krista a svaté Trojice. V popředí bylo umístěno několik soch, mezi nimiž se zvláště vyjímaly postavy sv. Petra a Pavla. Oltářní obraz znázorňoval svatého Jakuba, jemuž byl kostel zasvěcen. Postranní oltář byl zasvěcen svatému Janu z Nepomuku, patronu české země a též českých Němců. Mezi cennější výzdobu patřil malý obraz Bolestiplné Matky Boží z 18. století a dále pak obraz významného libereckého výtvarníka Jakoba Ginzela z roku 1835, nazvaný Ecce Homo.
Nejstarší varhany zakoupil kostelu významný občan Josef Thiel roku 1731. Do nového svatostánku byly přemístěny, ale roku 1831 je nahradil nástroj nový, pocházející z dílny libereckého varhanáře Richtera.
Hlavní loď osvětloval obrovský křišťálový lustr z roku 1863, vyrobený ve známé lustrařské dílně v Práchni u Kamenického Šenova. Kuriozitou byl však druhý lustr, vyrobený na počátku 19. století ze dřeva v podobě obřího květu.

## V dobách komunistického režimu
Po roce 1948 používán jako sklad JZD. V 70. letech 20. století byl již kostel poničený a bez vybavení. Zbořen poté, co se mu propadly střecha a krovy, i když obvodové zdivo a klenby zůstaly v pořádku (zdivo strženo pomocí traktorů). Stál na hřbitově; nyní je dané místo na hřbitově rekultivováno na louku s odkrytými základy kostela.

## Fotogalerie

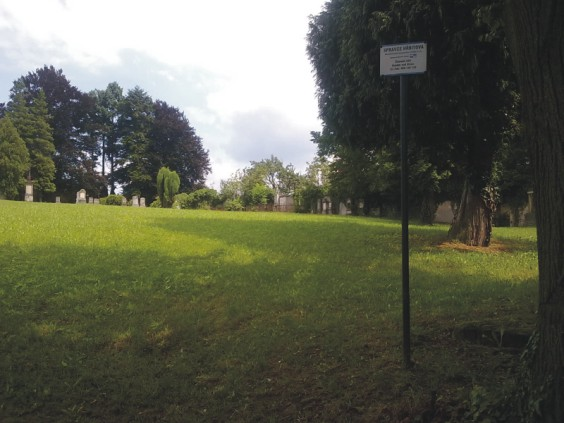
Pouze prázdný prostor kde stál kostel a zchátralé náhrobky
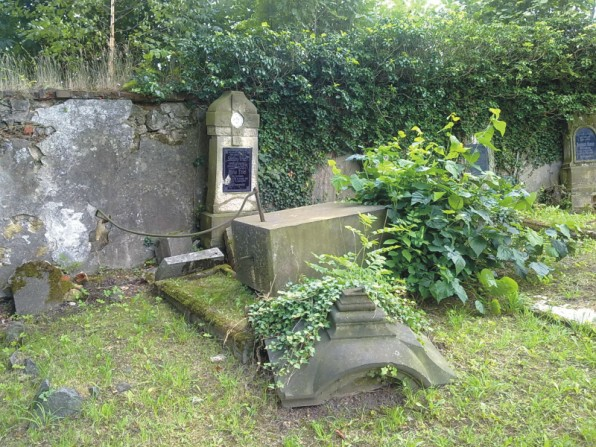
Jeden z poničených náhrobků
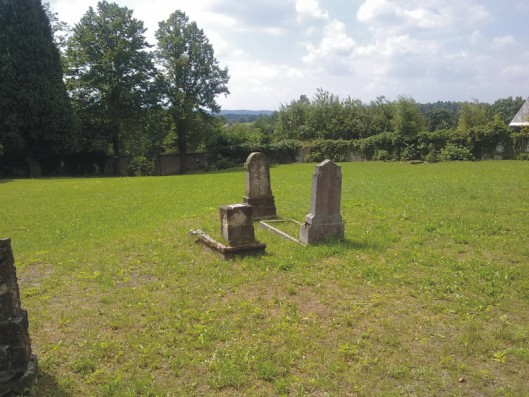
Hřbitov ve Václavicích